# Liberty (Teksas)
Liberty – miasto w Stanach Zjednoczonych, w stanie Teksas, w hrabstwie Liberty. W 2000 roku liczyło 8 033 mieszkańców.